# Xenothictis
Xenothictis là một chi bướm đêm thuộc phân họ Tortricinae của họ Tortricidae.

## Các loài
- Xenothictis atriflora Meyrick, 1930
- Xenothictis gnetivora Brown Miller & Horak, 2003
- Xenothictis noctiflua Diakonoff, 1961
- Xenothictis paragona Meyrick, 1910
- Xenothictis sciaphila (Turner, 1925)
- Xenothictis semiota Meyrick, 1910